# Vescomtat de Conteville
El vescomtat de Conteville fou una jurisdicció feudal de Normandia.
El primer vescomte esmentat fou Herluí, mort el 1066, que després del 1050 va fundar l'abadia de Grestain. Es va casar amb Herleva, amant del duc Robert I de Normandia, probablement després del 1035; després es va casar en segones noces amb Fredisenda. De la primera esposa va tenir tres fills (per tant germanastres per part de mare de Guillem el Conqueridor) dels quals Eudes o Odó fou bisbe de Bayeux i fou earl de Kent nomenat per Guillem el Conqueridor, combatent una revolta a Norfolk i Hereford el 1075; presoner a Rouen entre 1082 i 1087 va dirigir una rebel·lió el 1088 en favor de Robert II de Normandia i al fracassar fou desterrat i els seus dominis confiscats; va morir el gener del 1097 i va deixar un fill de nom Joan. Un altre fill d'Herluí, Robert, va rebre de Guillem el comtat de Mortain, arrabassat a Guillem Guerlenc el 1063; va participar en la batalla de Hastings el 1066 però encara que va rebre terres a Cornualla (quasi tota la regió) no en fou earl. El 1088 va donar suport al seu germà Eudes en favor de Robert II de Normandia pel tron anglès, i fou derrotat però fou perdonat. Nascut vers 1040, va morir el 8 de desembre de 1090. Es va casar amb Matilde de Montgomery filla de Roger senyor de Montgomery vescomte d'Hiémois i en segones noces amb Almodis i va deixar cinc fills dels quals Robert és esmentat com a comte de Mortain però potser va morir abans doncs el successor fou el fill Guillem que també el va succeir a les terres que li quedaven a Cornwall i va reclamar sense èxit la senyoria de Kent a la mort del seu oncle Eudes el 1097. El 1104 les seves terres a Anglaterra li foren confiscades per rebel·lió contra el rei Enric I i va combatre per Robert II de Normandia a Tinchebrai el 1106 on fou capturat i tots els seus dominis a Normandia foren confiscats; uns anys després es va poder escapar; el 1140 es va fer monjo a Bermondsey i va morir algun temps després. Va estar casat amb Adilildis.

## Llista de vescomtes
- Herluí vers 1050-1066
- Robert comte de Mortain 1063-1090
- Robert II? comte de Mortain 1090
- Guillem, comte de Mortain 1090-1106